# Clan Akechi
El clan Akechi (明智氏 Akechi-shi?) fue un clan japonés emparentado con el clan Toki que prosperó durante finales del período Sengoku de la historia de Japón. Los Akechi fueron vasallos de los Toki hasta que éstos cayeron frente al clan Saitō en 1540.
El clan logró prosperar bajo el liderazgo de Oda Nobunaga, sin embargo, durante el año de 1582 Akechi Mitsuhide traicionó a Nobunaga en el conocido “Incidente de Honnōji” donde lo obligó a cometer seppuku. Mitsuhide planeaba quedarse con el poder y las tierras del clan Oda pero fue asesinado 2 semanas después a manos de Toyotomi Hideyoshi durante la Batalla de Yamazaki. El clan Akechi sufrió entonces un gran declive.

## Figuras Prominentes del Clan
- Akechi Mitsutsugu
- Akechi Mitsutsuna
- Akechi Mitsuhide
- Akechi Mitsuharu
- Akechi Mitsutada
- Akechi Mitsuyoshi